# Weird
"Weird" är en låt som är skriven och framförd av den amerikanska popgruppen Hanson och återfinns på deras album Middle of Nowhere från 1997. Låten utgavs som singel i mars 1998. Musikvideon regisserades av Gus Van Sant.